# 황산로 (남원시)
황산로(Hwangsan-ro)은 전북특별자치도 남원시 식정동 요천삼거리와 인월면 성산리 팔령을 잇는 전북특별자치도의 도로이다. 도로 명칭의 '황산'은 운봉읍과 인월면 경계에 위치한 '황산'이라는 산에서 유래한 것이다. 전 구간 국도 제24호선에 속한다.

## 역사
- 2005년 10월 27일 : 남원시 인월면 우회 구간(사매우회도로) 1.7km 개통[1][2]
- 2009년 7월 10일 : 2개 이상 시·도에 걸쳐 있는 도로로 황산로를 고시[3]

## 주요 경유지
전북특별자치도
- 남원시 (식정동 · 이백면 · 운봉읍 · 인월면)

## 노선
| 이름          | 접속 노선                                  | 소재지 | 소재지                                          | 비고               |
| ------------- | ------------------------------------------ | ------ | ----------------------------------------------- | ------------------ |
| 요천삼거리    | 국도 제19호선 국도 제24호선 (요천로)       | 남원시 | 도통동                                          | 국도 제24호선 구간 |
| 요천교        |                                            | 남원시 | 도통동                                          | 국도 제24호선 구간 |
| 이백면        |                                            | 남원시 |                                                 | 국도 제24호선 구간 |
| 남평삼거리    | 요천상로                                   | 남원시 |                                                 | 국도 제24호선 구간 |
| 강기삼거리    | 이백내척길                                 | 남원시 |                                                 | 국도 제24호선 구간 |
| 변전소삼거리  | 이백로                                     | 남원시 |                                                 | 국도 제24호선 구간 |
| 여원재        |                                            | 남원시 | 국도 제24호선 구간 해발 480m                    |                    |
| 여원재        | 운봉읍                                     | 남원시 | 국도 제24호선 구간 해발 480m                    |                    |
| (장동)        | 고남로                                     | 남원시 | 국도 제24호선 구간                              |                    |
| 마산교        | 준향길                                     | 남원시 | 국도 제24호선 구간                              |                    |
| 운봉교        |                                            | 남원시 | 국도 제24호선 구간                              |                    |
| 운봉 교차로   | 국가지원지방도 제60호선 (운봉1로) (운성로) | 남원시 | 국도 제24호선 구간                              |                    |
| 북천 교차로   | 국가지원지방도 제60호선 (운봉로)           | 남원시 | 국도 제24호선 구간 국가지원지방도 제60호선 구간 |                    |
| 번암사거리    | 지방도 제743호선 (승전로) 운성로           | 남원시 | 국도 제24호선 구간 국가지원지방도 제60호선 구간 |                    |
| 동천교 당월교 |                                            | 남원시 | 국도 제24호선 구간 국가지원지방도 제60호선 구간 |                    |
| 화수교        | 군화동길                                   | 남원시 | 국도 제24호선 구간 국가지원지방도 제60호선 구간 |                    |
| 서무 교차로   | 인월로 인월1길                             | 남원시 | 국도 제24호선 구간 국가지원지방도 제60호선 구간 | 인월면             |
| 인월 교차로   | 국가지원지방도 제37호선 (인월장터로)       | 남원시 | 국도 제24호선 구간 국가지원지방도 제60호선 구간 | 인월면             |
| 신촌 교차로   | 국가지원지방도 제60호선 (천왕봉로)         | 남원시 | 국도 제24호선 구간 국가지원지방도 제60호선 구간 | 인월면             |
| 신촌교        |                                            | 남원시 | 국도 제24호선 구간                              | 인월면             |
| 상우 교차로   | 인월로                                     | 남원시 | 국도 제24호선 구간                              | 인월면             |
| 팔령          |                                            | 남원시 | 국도 제24호선 구간                              | 인월면             |
| 함양로와 직결 |                                            |        |                                                 |                    |

## 주요 건물 및 시설
- 한국경마축산고등학교 (전북특별자치도 남원시 운봉읍 황산로 952)
- 운봉119지역대 (전북특별자치도 남원시 운봉읍 황산로 1014)
- 운봉읍 행정복지센터, 운봉보건지소 (전북특별자치도 남원시 운봉읍 황산로 1083)
- 운봉복지회관 (전북특별자치도 남원시 운봉읍 황산로 1093)
- 인월119안전센터 (전북특별자치도 남원시 인월면 황산로 1828)